# Klaus Seelemann
Klaus Seelemann (* 31. Mai 1915 in Oldenburg (Oldb); † 14. November 1972 in Hamburg) war ein deutscher Pädiater.

## Leben
Als Sohn eines Kapitäns verbrachte Seelemann seine Jugend bis 1930 in Kiel, dann in München, wo er 1933 das Abitur machte. An der Christian-Albrechts-Universität zu Kiel und der Ludwig-Maximilians-Universität München studierte er Medizin. 1934 wurde er im Corps Hercynia München aktiv. 1939 ging er als Medizinalassistent an die Kinderklinik des Universitätskrankenhauses Hamburg-Eppendorf. Dort wurde er im selben Jahr zum Dr. med. promoviert. 1940 meldete er sich freiwillig zur Kriegsmarine. Seinen jahrelangen Marinedienst unterbrach er nur einmal für einige Monate, um die Medizinalassistentenzeit abzuschließen. Im Januar 1946 wurde er Assistenzarzt bei Rudolf Degkwitz in der Eppendorfer Kinderklinik. 1953 habilitierte er sich bei Karl-Heinz Schäfer. 1955 übernahm er die Leitung der Hamburger Impfanstalt. Seinem Drang zur klinischen Arbeit kam entgegen, dass er zum 1. Mai 1960 als Ärztlicher Direktor des Kinderkrankenhauses Rothenburgsort berufen wurde. Der Spezialisierung der Pädiatrie trug er mit der Einrichtung von fünf Abteilungen Rechnung. Er war langjähriger Schriftleiter der Nordwestdeutschen Gesellschaft für Kinderheilkunde, der er eine Zeitlang als Präsident vorstand.